# Южноамериканска дредноутна надпревара
Южноамериканска дредноутна надпревара е надпревара във въоръжаването между Аржентина, Бразилия и Чили, която започва през 1907 година. Повод за изострянето на военноморското съперничество става поръчката на Бразилия във Великобритания на три дредноута, които към този момент представляват най-новия клас големи надводни кораби, обладаващи най-голяма огнева мощ. Аржентино-чилийската гонка във въоръженията (1887 – 1902 г.), съвпадаща с падането на бразилската монархия и общата нестабилност в страната, поставя бразилския флот в положение, при което той отстъпва на съперниците си и качествено, и по тонаж. През 1904 г. бразилските политици за първи път поставят въпроса за усилването на националния флот, преследвайки общата цел да въведат Бразилия в числото на световните държави. В края на 1905 г. са поръчани три броненосеца, но поръчката им е отменена през 1906 г., скоро след като Великобритания построява станалия впоследствие революционен „Дредноут“ HMS Dreadnought. Вместо броненосците на английските стапели са заложени корпусите на двата бразилски дредноута от типа „Минас Жерайс“ с разчет да бъде построен в бъдеще още един кораб.
Аржентина и Чили предсрочно прекратяват действието на съглашението за ограничаване на морските въоръжения, сключено през 1902 г., и поръчват по два кораба по персонални проекти: типа „Ривадавия“ за Аржентина се строи в САЩ, чилийският тип „Алмиранте Латоре“ – в Британия. Междувременно строителството на третия бразилски дредноут – „Рио де Жанейро“ – е отменено в полза на още по-мощен кораб. Проектът на последния няколко пъти е преразглеждан в хода на строежа, но вече след окончателното утвърждаване на проекта в бразилското правителство разбират, че новият кораб ще е по-слаб спрямо появяващите се към това време супердредноути. Недостроеният „Рио де Жанейро“ е даден на търг и скоро е продаден на Османската империя. Вместо него е планирано да се построи в корабостроителницата на Армстронг супердредноута „Риачуело“, обаче започналата скоро Първа световна война попречва за осъществяването на този план: британските корабостроители прекратяват работите по чужди поръчки, съсредоточавайки усилията си върху нуждите на Кралския флот. Двата чилийски дредноута са изкупени от Великобритания и влизат в състава на нейния военен флот. Двата аржентински кораба, построени в неутралните Съединени Щати, са предадени на купувача през 1915 г.
Първата световна война слага край на южноамериканската дредноутна гонка. Многобройните следвоенни планове за модернизация на флотовете на трите страни често предполагат покупката на дредноути, обаче нито един от тези планове не е осъществен. Единственото изключение става покупката от Чили на единия от тези два линкора, които се строят преди войната във Великобритания по чилийска поръчка, а по време на войната служещи в британския Кралски флот. Така „Алмиранте Латоре“ става единственият дредноут, който попълва флотите на южноамериканските страни след Първата световна война.

## Историческая справка

### Аржентино-чилийски териториален спор
Започвайки от 40-те години на XIX век аржентино-чилийските отношения се помрачават от спор за Патагония – обширна територия, разположена на южния край на материка. През 1872 и 1878 г. обстановката няколко пъти се нажежава след като чилийските власти задържат съдове, които имат аржентински лиценз за право да действат във водите на Патагония. В отговор Аржентина задържа през 1877 г. американски съд, имащ чилийски лиценз. През ноември 1878 г. този случай едва не води до война, когато Аржентина въвежда на Рио Санта Крус ескадра военни кораби. Чилийците отговарят със същото, обаче войната е избегната благодарение на спешно подписано междуправителствено съглашение. Няколкото следващи години двете държави са заети с други проблеми: Аржентина със завоюването на пустинята, а Чили воюва с Перу и Боливия за находищата на селитра. Въпреки това към началото на 1890-те Аржентина и Чили отново се оказват въвлечени в надпревара в морските въоръжения.
Двете страни дават поръчки на британски корабостроителници. През 1887 г. чилийското правителство отделя 3 129 500 паунда за флота си, ядрото на който по това време се състои от остарелите казематни броненосци „Алмиранте Кохрейн“ и „Бланко Енкалада“, построени през 1870-те години. Чилийците имат намерение да построят броненосеца „Капитан Прат“ (Capitán Prat), два бронепалубни крайцера и две миноноски; киловете на всички кораби са заложени през 1890 г. Аржентина незабавно отговаря на чилийското предизвикателство, поръчвайки построяването на броненосците „Индепенденсия“ и „Либертад“. Гонката не отслабва в течение на цялото десетилетие – тя не е спряна даже от разорителната гражданска война в Чили. От 1890 до 1895 г. двата съперника продължават да поръчват нови крайцери. През 1895 г. Аржентина прищпорва гонката, закупувайки от Италия броненосния крайцер „Гарибалди“. Чили отговаря с поръчката на броненосния крайцер „О’Хигинс“ и шест миноноски; Аржентина поръчва в Италия още един крайцер, а по-късно – още два.
През 1899 г. страните успешно разрешават граничния спор за Пуна де Атакама и временно успокояват военноморското съперничество, обаче още през 1901 г. продължават нарастването на силите си. Аржентина поръчва в Италия двата броненосни крайцера от типа „Ривадавия“, в отговор Чили поръчва във Великобритания двата броненосеца от типа „Конститусьон“. През май 1901 г. аржентинците подписват с италианската фирма „Ансалдо“ договор за намерение за закупуване на два броненосеца. Така създадената ситуация предизвиква обеспокоеност в британското правителство, тъй като назряващата война е заплаха за обширните търговски интереси на Британия в региона. Скоро британски представители започват преговори с двете страни на конфликта. На 28 май 1902 г. са подписани Майските пактове, предвиждащи ограничаване на гонката в морските въоръжения: двете страни се задължават да не поръчват в течение на пет години нови кораби, без да уведомят за това другата страна осем месеца предварително. Кралският флот на Великобритания придобива двата чилийски броненосеца, а японският флот – двата аржентински броненосни крайцера; строителството на аржентинските броненосци е отменено. Аржентинските броненосни крайцери „Гарибалди“ и „Пуейрредон“, а също чилийският броненосец „Капитан Прат“ са демилитаризирани: от корабите е свалена на артилерията.

### Упадък и възраждане на бразилския флот
Революцията от 1889 г., която сваля император Педро II, и въстанието на флота през 1893 – 1894 година, водят до упадък на военноморските сили на Бразилия. В същото време флотите на Аржентина и Чили, ограничени от сключените между тях съглашения, както и преди значително превъзхождат бразилската флота, както качествено, така и по количество, независимо от това че населението на Бразилия е три пъти по-голямо от населението на Аржентина и почти пет пъти от Чили. Бразилският флот е комплектован с хора едва на 45% от щата, приет през 1896 г., а неговите най-съвременни бронирани кораби са два неголеми кораба за брегова отбрана, построени през 1898 г.
Разтящото търсене на кафе и каучуковата треска от началото на 1900-те способстват за доброто попълване на бразилския бюджет. Едновременно с това част от богатите бразилци пожелават за своята страна постигането на световен статус на могъща държава. Подобно положение е немислимо без наличието на силен флот на страната. В края на 1904 г. Националният конгрес приема голяма програма за закупуването на кораби, но минават още две години преди, макар и един от тях да е заложен.
Политиците се разделят на две фракции: привържениците на едната желаят да се построи неголям флот от големи кораби (те са поддържани от британската фирма Armstrong Whitworth), а привържениците на другата – за голям флот из неголеми кораби. Поначало втората фракция доминира. На 30 декември 1905 г. е приет законът №1452, съгласно който за строителството на кораби се отделят 4 214 550 фунта, от които 1 685 820 – през 1906 г. Последва поръчката на три неголеми броненосеца, три броненосни крайцера, шест разрушителя, двенадесет миноносеца, три подводници и два речни монитора. Независимо от отмяната на строежа на броненосните крайцери, като икономия, на 23 юли 1906 г. морският министър поръчва на фирмата Armstrong Whitworth построяването на трите броненосеца.
Британският посланик в Бразилия е против увеличаването на флота даже при условието да е построен в Британия, тъй като счита, че това доста разточително дело ще доведе до изостряне на ситуацията в региона и ще влоши аржентино-бразилските отношения. Американският посланик също е обезпокоен от ситуацията и изпраща към Държавния департамент на САЩ кабелограма, в която предупреждава за възможната дестабилизация на обстановката и за началото на пълномащабна надпревара в морските въоръжения. Президентът на САЩ Теодор Рузвелт се опитва чрез дипломатически средства да принуди Бразилия към отмяната на плановете ѝ за увеличаване на флота, обаче търпи неуспех. Влиятелният барон Рио-Бланко отбелязва, че приемането на предложенията на американците би било равносилно да се признае Бразилия толкова слаба, колкото и Куба, чиято най-нова конституция допуска вмешателството на Съединените Щати. Новият президент на Бразилия, Афонсу Пена, поддържа плана за увеличаването на флота и заявява за това в писмо до Националния конгрес от ноември 1906 г. Според неговото мнение, новите кораби трябва да попълнят скорошните загуби на флота, точно толкова, колкото и да заменят остарелите кораби.

## Начало на надпреварата: Бразилия залага дредноути
На 10 февруари 1906 г. в британската кралска корабостроителница в Портсмът е спуснат на вода „Дредноут“ (HMS Dreadnought). Този мощен кораб, построен за рекорден срок, с едната си поява прави всички броненосци в света остарели. Бразилците, узнавайки за „Дредноут“, отменят поръчката за построяване на броненосците, които към това време вече са заложени, и преразглеждат плановете за строителство. Съгласно новия план бразилският флот трябва да получи три дредноута (строителството на третия кораб трябва да започне след спускането на първия), три крайцера-скаути (по-късно поръчката е намалена до два – типът „Баия“), петнадесет разрушителя (съкратини до десет – типът „Пара“), три подводници (типът F 1) и две плавбази за подводни лодки (построена е само една – „Сеара“). Обновеният план получава широка поддръжка в пресата и политическите кръгове; Сенатът го приема почти единодушно. Морското министерство, което по това време се оглавява от привърженика на големите кораби Александрино Фариу де Аленсар, се отнася към промените също благосклонно. Освен това, стойността на новата морска програма не излиза извън рамките на утвърдения бюджет, тък като увеличението на тонажа се компенсира от отказа от построяването на броненосните крайцери и намаления брой разрушители. Заложените по-рано броненосци започват да се разглобяват на стапела от 7 януари 1907 г., а проектът за трите дредноута е утвърден на 20 февруари. Още през март вестниците съобщават за поръчката на корабите, обаче реално поръчката за трите дредноута и двата крайцера е издадена през август 1907 г. Заплащането за строителството им става през банката на Ротшилд, която заради собствените си търговски интереси е активен лобист за построяването на дредноутите.
Поръчката от Бразилия на корабите, за които съвременниците говорят като за „най-мощните в света“, съвпа с аналогични поръчки, направени от други държави. Бразилия става третата страна, която залага дредноути. Първа е Великобритания, която построява „Дредноут“ и залага корабите от типа „Белерофонт“, втората са САЩ, която строи дредноутите от типа „Саут Каролайна“. За Бразилия това означава, че тя изпреварва такива морски държави, като Франция, Германската империя, Руската империя и Япония. Дредноутите бързо придобиват престижен статус – поръчването и построяването на такива кораби увеличава международния престиж на държавата.
Вестниците и списанията от цял свят пишат за това, че Бразилия, която не играе пради голяма геополитическа роля, – е само посредник, който ще продаде построените кораби на друга държава. Много американски, английски и немски публикации твърдят, че корабите ще бъдат изкупени от Великобритания, Япония, Германската империя или САЩ.
От другата страна на океана Великобритания и Германската империя вече са въвлечени в пълномащабна гонка във военноморските въоръжения. Членовете на британската Палата на общините са обезпокоени от това, кой ще получи бразилските дредноути, макар Адмиралтейството да уверява, че не вярва в продажбата на корабите. В средана на юли и септември 1908 г. Палатата на общините разглежда възможността да изкупи корабите и да ги въведе в състава на Кралския флот, като по този начин възпрепятства възможната им продажба на трета страна, което може да наруши плана за поддържане на „двудържавния стандарт“. Палатата на общините не е успокоена от заявленията на Бразилия, на два пъти – през март и края на юли – категорически отричаща бъдещата продажба на корабите. През март 1909 г. първият лорд на Адмиралтейството, Джон МакКен, заявява, че Германия увеличава своята морска програма и към 1911 г. ще построит тринадесет дредноута – с четири повече от планираното по-рано. Това заявление предизвиква в пресата и парламента призив да се строят още повече дредноути. Въпросът за закупуването на бразилските кораби отново излиза на дневен ред, обаче МакКен официално заявява, че Адмиралтейството не планира тяхното закупуване. Освен това, Първият лорд отбелязва, че продажбата на дредноутите на трета страна няма да има особено значение, тъй като „наличното при нас през 1909 – 1910 година превъзходство в силите е толкова голямо, че не води до опасения в членовете на Комитета на Адмиралтейството“. МакКен също отбелязва, че по някои от характеристиките бразилските кораби са по-слаби от „Дредноут“: в частност, това се отнася до дебелината на бронята и защитеността на машинната установка.

## Ответни действия

### Аржентина
Бразилската морска програма тревожи правителствата на Аржентина и Чили: двете страни предсрочно излизат от съглашението от 1902 г. През ноември 1906 г. аржентинският министър на външните работи Мануел Аугусто Монтес де Ока заявява, че всеки един от новите бразилски кораби е способен да потопи целия аржентински или чилийски флот. Столичният вестник La Prensa повтаря това заявление. Независимо от изглеждащото като преувеличение, това заявление – направено, впрочем, още преди отмяната на поръчката за броненосците в полза на дредноутите – е отчасти истина: най-малкото през 1910 г. бразилските дредноути са по-силни от който и да е кораб в света, без да става дума за тези, които служат във флотите на Аржентина и Чили. Сменилият де Ока на поста министър Естанислао Себальос също е обезпокоен от ръста в могъществото на бразилския флот. През юни 1908 г. министърът представя на Конгреса на Аржентина план, съгласно който на Бразилия се предлага да предаде един от недостроените дредноути на Аржентина. Това би позволило да се изравнят силите на флотовете на двете страни. В случай на отказ Аржентина трябва да връчи ултиматум: неизпълнението на искането в течение на осем дни ще доведе до началото на нахлуване на аржентинската армия към Рио де Жанейро. За нещастие на Себальос, неговият план попада в пресата и предизвиква скандал, който води до отставката на министъра.
Аржентинското правителство също е обезпокоено за съдбата на външната си търговия: блокада от бразилските кораби на устието на Ла Плата би нанесла значителни вреди на икономиката на страната.
И Аржентина, и Чили изпитват трудности с финансиране на построяване на дредноути. Независимо от това, че управляващата в Аржентина Национална автономистска партия поддържа покупката на линкорите, правителството отначало се сблъсква със стабилно неприемане от обществото на толкова значителни разходи. Разгърнатата в пресата кампания в поддръжка на дредноутите и отново изострящите се териториални спорове в крайна сметка убеждават обществото в необходимостта да имат собствени дредноути. Президентът на Аржентина Хосе Фигероа Алкорта се опитва да смекчи обстановката, насочвайки заявление в адрес на Бразилия, в което объща нейното внимание да не развръзва надпревара в морските въоръжения, която е неминуема в случай на запазване на съществуващия курс на бразилската политика. Бразилското правителство, в отговор на посланието, заявява, че корабите се строят като замяна на остарелите, и няколко пъти подчертава, че те не са предназначени за агресия против Аржентина. През август проект за закон, позволяващ на флота да купи три дредноута, е прокаран за разглеждане в Палатата на депутатите на Аржентина и е приет със седемдесет и два гласа против тринадесет. През ноември законът е разгледан и отклонен от Сената, тъй като по това време е предприет последния опит да се купи от Бразилия един от строящите се линкори. Бразилското правителство отговаря с отказ, след което законът отново е предаден на Сената и е приет на 17 декември 1908 г. с четиридесет и девет гласа против тринадесет. Социалистите гласуват срещу закона, тъй като считат, че толкова значителни разходи следва да се похарчат за увеличаване на благата за народонаселението и други насъщни нужди на държавата.
Аржентина изпраща в Европа военноморска делегация, на която е поръчено да проведе преговори с производители на въоръжения. За участие в обявения конкурс се съгласяват петнадесет компании от САЩ, Великобритания, Германия, Италия и Франция. Аржентинската делегация на два пъти отхвърля предложените проекти, всеки път вземайки най-добрите идеи за нова версия на исканията си. Причината за отмяната на първите проекти става залагането във Великобритания на първия „супердредноут“ – „Орион“ (HMS Orion). Такова водене на конкурса разярява корабостроителите, тъй като участието в него изисква немалки разходи на време и средства, освен това, те смятат, че действията на аржентинците представляват нарушаване на търговската тайны.
Американската компания Fore River Shipyard, която предлага най-ниската цена, получава контракта за строеж. Американците, имащи достъп до евтин метал, дават толкова ниска цена, че това дава повод за обвинения в дъмпинг. Направеният избор от аржентинците още повече вбесява европейските корабостроители, които преди това не смятат американците за сериозни съперници. За да смекчи ситуацията Аржентина дава във Великобритания, Франция и Германия поръчки за строеж на дванадесет разрушителя.
Аржентинският договор предвижда построяването на още един дредноут в случай, че бразилците осъществят първоначалния си план и построят свой трети линкор. Влиятелните вестници La Prensa и La Argentina започват шумна кампания в поддръжка на построяването на третия кораб, последния даже започва събиране на средства чрез дарения. На 31 декември 1910 г. правителството на Аржентина се изказва против строителството на третия кораб, тъй като за президент на Аржентина е избран Роке Саенс Пеня, известен със страстното си желание да спре гонката във въоръженията. Освен това, построяването на третия бразилски дредноут вече е отменяно няколко пъти.

### Чили
Във времето в което Аржентина се безпокои от усилването на Бразилия, Чили желае да отговори на усилването на флота на Перу, което неотдавна поръчва крайцерите от типа „Алмиранте Грау“. Чилийското правителство поначало е принудено да отложи осъществяването на морската си програма. Вина за това са икономическата депресия, предизвикана от разрушителното земетресение във Валпараисо през 1906 г., и падането на цената на селитрата през 1907 г. Въпреки това, икономическите проблеми се оказват недостатъчни за отказ от дредноутната гонка с традиционният противник – Аржентина. Средствата за морската програма са събрани през 1910 г. Чилийците получават няколко предложения от корабостроителни фирми, обаче е повсеместно мнението, че контрактът ще получат британците. Така например, военноморското аташе на Британия в Чили съобщава, че само революция няма да позволи на Великобритания да получи този договор. Чилийският флот има тесни връзки с британския още от 1830-те години, когато чилийските офицери започват да служат на британски кораби, желаейки да получат добър опит. През 1911 г. Чили моли Великобритания да изпрати военноморска мисия, което още повече укрепва връзките между двете страни. Въпреки това, САЩ и Германия се опитват да обърнат ситуацията в своя полза, изпращайки кораби с дружествени посещения в чилийските пристанища, но без да имат успех. На 25 юли 1911 г. контрактът е получен от британската фирма Armstrong Whitworth.

### Другите южноамерикански държави
Останалите държави от региона не са в състояние да встъпят в гонката на въоръженията. Така например, четвъртият по размер флот на Перу е отслабен във Втората тихоокеанска война (1879 – 1883) и оттогава се намира в упадък. Единствените нови кораби, които попълват ВМС на Перу, са крайцерите-скаути „Алмиранте Грау“ и „Коронел Болонези“, встъпили в строй през 1906 и 1907 година съответно. Във Франция са поръчани две подводници и разрушител. Перуанският флот няма опит в експлуатацията на съвременни кораби, да не говорим за дредноути, и за това е далече от участието в надпреварата. Перу решава да купи от Франция стария крайцер „Дюпюи дьо Лом“ и даже заплаща няколко вноски за него, обаче след определено време прекратява изобщо платежите. Останалите страни не обладават съвременни големи надводни кораби, макар и да закупуват по същото време няколко малки. Така например, ВМС на Уругвай придобиват през 1910 г. канонерска лодка с водоизместимост 1400 тона, а ВМС на Венецуела купуват от САЩ през 1912 г. бившият испански бронепалубен крайцер „Марискал Сукре“, бивш USS Isla de Cuba. ВМС на Еквадор попълват своя флот с чилийски миноносец в допълнение към вече наличните авиза (двете по 800 тона), два неголеми парахода и неголемия кораб за брегова охрана.

## Строителство и изпитания на южноамериканските дредноути
Бразилският „Минас Жерайс“, главен кораб на типа, е заложен от „Армстронг“ на 17 април 1907 г. Тринадесет дни по-късно в корабостроителницата на „Викерс“ е заложен еднотипният „Сао Пауло“. Спуска на корпуса на „Минас Жерайс“ на вода се забява с четири седмици – до 10 септември 1908 г. – поради стачка в корабостроителницата. „Сао Пауло“ е спуснат на 19 април 1909 г. Двата кораба, при голям наплив от зрители, преминават церемонията по кръщение; ритуалът е проведен от съпругата на бразилския посланик във Великобритания. Със завършването на достройката и всички изпитания корабите са предадени на Бразилия: „Минас Жерайс“ – на 5 януари 1910 г, „Сао Пауло“ – през юли.
Аржентинският дредноут „Ривадавия“ се строи от Fore River в Масачузетс, а субконтрактът за постройката на „Морено“ получава фирмата New York Shipbuilding Corporation от Ню Джърси. Почти целият стоманен прокат е доставен от фирмата Bethlehem Steel от Пенсилвания. „Ривадавия“ е заложен на 25 май 1910 г. – точно сто години от деня на формирането на първото аржентинско правителство, Първата хунта – и е спуснат на 26 август 1911 г. „Морено“ е заложен на 10 юли 1910 г. и спуснат на вода на 23 септември 1911 г. Строителството на двата кораба отнема повече време, отколкото е обикновено, а изпитанията също се проточват след повреда в една от парните турбини на „Ривадавия“ и повреди в турбините на „Морено“. Официално строежа на корабите е завършен през декември 1914 г. и през февруари 1915 г. съответно. Плаването на „Морено“ към Аржентина не преминава без произшествия: дредноутът на два пъти засяда на плитчина и потопява баржа.
Чилийския „Алмиранте Латоре“ е спуснат на вода на 27 ноември 1913 г. След началото на световната война, през август 1914 г. работите по линкора са спрени. На 9 септември корабът е изкупен от Великобритания съгласно препоръката на Кабинета на министрите на Великобритания, дадена четири дни по-рано. Благодарение на неутрално-приятелския статус на Чили, а също поради нуждата на британската военна промишленост от чилийската селитра, корабът не е взет насилно, както два други дредноута, които се строят за Османската империя, – „Решадие“ и „Султан Осман I“ (екс-„Рио де Жанейро“). Бившият чилийски дредноут – към този момент най-големият кораб, построен в корабостроителниците на „Армстронг“, – е завършен на 30 септември 1915 г., а на 15 октомври е включен в състава на Кралския флот, където и служи през цялата война. Работата над вторият дредноут – „Алмиранте Кохрейн“ – е спряна с началото на войната. На 28 февруари 1918 г. Британия купува недостроения корпус, желаейки да завърши кораба като самолетоносач, тъй като към този момент това е единственият наличен корпус, който може да се използва за тази цел без значителни преправяния. Ниският приоритет на строителството и търканията с работниците водят до това, че самолетоносачът е достроен едва през 1924 г., след което влиза в състава на британския флот като HMS Eagle.

## Трети етап от надпреварата: още един бразилски дредноут
След спуска на вода на първия дредноут („Минас Жерайс“) бразилското правителство започва широка кампания за отказ от строителството на третия кораб. За това си има както политически причини – отношенията с Аржентина се затоплят – така и икономически. След дълги преговори с компанията Armstrong, която желае да съхрани поръчката за третия кораб, правителството на Бразилия смекчава своята позиция, тъй като ниските лихви по държавните дългосрочните облигации позволява да се събере необходимата сума. През март 1910 г. „Рио де Жанейро“ е заложен за първи път.
През май на същата година бразилците молят строителя да спре постройката на кораба и да разработи няколко варианта за нов проект, който трябва да има напредничавите решения, които се появяват при най-новите супердредноути. По това време представител на „Армстронг“ в Бразилия е Юстас Тенисън д'Ейнкорт – бъдещият главен строител на Кралския флот на Великобритания. Енциклопедия Британика за 1911 г. описва този проект така: максималната дължина на кораба съставлява 655 фута (200 метра), водоизместимостта – 33 000 тона, главният калибър – двенадесет 14-дюймови оръдия, стойността – 3 000 000 фунта стерлинги. В последващите месеци, по молба на бразилците, са внесени множество изменения, което задържа подписването на договора до 10 октомври 1910 г. Залагането на кила също е пренесено заради стачки на работниците. По това време за морски министър на Бразилия вместо де Аленкара е назначен Маркес Леано – важна промяна, тъй като според условията на контракта проектът трябва да бъде одобрен от морския министър. И отново флотът се разделя на два лагера: привържениците на новия министър гласуват за 12-дюймови оръдия на главния калибър, а другата партия, на стария министър и главата на бразилската мисия в Британия, де Баселар, желаят да въоръжат кораба колкото се може с по-мощна артилерия. Така например, проектът на де Баселар предполага осем 16-дюймови оръдия, шест 9,4-дюймови и четиринадесет 6-дюймови.
д'Ейнкорт, който се завръща в Англия през октомври, веднага след подписването на контракта, през март 1911 г. отново пристига в Бразилия за демонстрация на новите варианти на проекта. „Армстронг“ предполагат, че надмощие ще вземе втората партия, и за това снабдява д'Ейнкорт с всичко необходимо за работа над варианта на де Баселар. В средата на март източник в правителството на Бразилия съобщава на д'Ейнкорт, че избраният за президент на Бразилия Фонсека е поръчал на морския министър да се откаже от проекта с 14-дюймови оръдия в полза на кораб с по-малки размери. Решението на президента се основава не само на мнението на морския министър, но също така и на необходимостта да се отчетат няколко важни проблеми, които се появяват по това време. Най-важните сред тях са последствията от скорошния метеж във флота, който обхваща и новите линкори. Освен това, големите разходи за построяването на кораба влошават лошите показатели на икономиката на фона на ръста на държавния дълг и бюджетен дефицит. Към 1913 г. външния и вътрешния дългове трябва да съставят, съответно, 500 и 335 милиона долара.
Поради тази политическа ситуация д'Ейнкорт, вероятно, се отказва от представянето на проектите с 16-дюймови оръдия. На заседанията с морския министър се обсъжда проект за линкора с десет 12-дюймови оръдия, разположени надлъжно на диаметралната плоскост, обаче той е отклонен в полза на проект с не по-малко от четиринадесет 12-дюймови оръдия. Изследователят Дейвид Топлис предполага, че такъв избор се диктува от политически съображения: морският министър не може да одобри построяването на кораб, който изглежда по-слаб от „Минас Жерайс“. А след като не може да се поставят оръдия с по-голям калибър, то остава само да се увеличи броя на 12-дюймовите.
След поредица изменения и съгласувания страните подписват на 3 юни 1911 г. контракт за построяването на дредноут с четиринадесет 12-дюймови оръдия. Контрактната стойност на кораба съставя 2 675 000 фунта. На 14 септември килът на „Рио де Жанейро“ е заложен за четвърти път. Скоро бразилското правителство отново преразглежда по-рано приетото решение. В средата на 1912 г. на стапелите на световните държави вече се строят супердредноути с 14-дюймова артилерия, и новият бразилски линкор им отстъпва. Ситуацията около третия дредноут се усугубява от икономическия спад в Европа, предизвикан от Втората балканска война: Бразилия вече не може да разчита на европейските заеми. Експортът на кафе и каучук също пада, при последния Бразилия губи монополното си положение поради силната конкуренция от страна на английските каучукови плантации в Далечния Изток. Цената на кафете пада с 20%, понижавайки експорта с 12,5% в периода между 1912 и 1913 година, в тези години експортът на каучук се снижава с 25 и 36,6% съответно.
„Армстронг“ разглежда проект за замяната на 12-дюймовите оръдия със седем 15-дюймови, обаче бразилското правителство, към това време, видимо вече е решило да продаде кораба. В нарастващата преди Първата световна война напрегната обстановка интерес към покупката на кораби проявяват Русия, Италия, Гърция и Османската империя. Руснаците скоро се отказват от тази идея. Италия е близка до покупката, обаче в преговорите се намесва Франция, която желае да окаже на Гърция помощ за закупуването на кораба и така да не допусне неговото появяване във флота на Италия – своя главен противник в Средиземно море. Гърците се съгласяват да заплатят исканата сума плюс нея още 50 000 фунта отгоре, обаче в това време, докато те събират сумата за първата вноска, Османската империя получава контракта, заемайки парите от парижия банкер Перера, неподконтролен на правителството на Франция. Бразилия приема турското предложение, и на 29 септември 1913 г. корабът е продаден „както е“ за 1 200 000 фунта. Съгласно контракта, дострояването на кораба е оценено на 2 340 000 фунта. Турците преименуват кораба на „Султан Осман I“. В началото на Първата световна война Великобритания реквизира кораба и го въвежда в състава на Кралския флот като HMS Agincourt.
През октомври 1912 г. правителството на Аржентина одобрява построяването на трети кораб в случай, че бразилците достроят „Рио де Жанейро“. Въпреки това, третият аржентински линкор така и никога и не е построен и не получава име.

## Край на гонката

### „Въстанието на камшиците“
В края на ноември 1910 г. в Рио де Жанейро избухва голямо въстание, което по-късно е наречено „Въстание на камшиците“ (на португалски: Revolta da Chibata). Керените на въстанието се крият в расовия състав на бразилската флота: болшинството матроси и подофицери са негри или мулати, а в същото време офицерите са преимуществено бели. Барон Рио Бланко отбелязва, че „попълвайки морската пехота и флота, ние приемаме на борда си отпадъка на нашите градове, негодните лумпени, които нямат никаква подготовка. Бивши роби или техните синове – ето от кой са събрани нашите екипажи, болшинството от тези хора са негри или тъмнокожи мулати“. Принудителното набиране и широкото използване на бичуване за най-малкото провинение създават напрежение между нисшите чинове и офицерите. Матросите на „Минас Жерайс“ планират дейстията си през 1910 г. За водач на въстанието е избран опитнят матрос Жуан Кандиду Фелизберту. Датата за начало на въстанието на няколко пъти е пренасяна, поради разногласия сред заговорниците. Така например, на сбирката си от 13 ноември част от заговорниците настоява за започване в деня на инавгурацията на новия президент (15 ноември), обаче един от лидерите на въстанието, Франсиску Диас Мартинс, убеждава събралите се в това, че в този случай въстанието ще се разглежда като заплаха за цялата политическа система. Повод за незабавното въстание се появява на 21 ноември 1910 г., след като чернокожият матрос Марселину Родригес Менезис получава за неподчинение жестокото наказание от 250 удара. Очевидецът Жозе Карлус ди Карвалю, бивш капитан от флота, отбелязва, че гърбът на матроса прилича на разсечен кефал, готов за осоляване.
Около десет часа вечерта на 22 ноември въстава „Минас Жерайс“. Скоро въстават „Сао Пауло“, най-новият крайцер „Баия“ и двадесет и една годишният кораб на бреговата отбрана „Диодора“. Въстаналите кораби представляват най-съвременните и мощни единици във флота. Три от тях влизат в неговия състав едва ли не месец назад. Въстава примерно половината моряци, намиращи се в Рио де Жанейро (2379), а в същото време оставащите 2630 не го подкрепят, обаче тяхната лоялност предизвиква опасения в офицерите. Фелизберту с другарите му се изказват за прекратяването на „робството във флота“, и особено – против бичуването, забранено във флотите на западните държави. Офицерите и президентът са против амнистията на въстаналите и строят планове за атака на корабите, обаче амнистията е подкрепена от много законодатели. В течение на три дни двете палати на Националния Конгрес, водени от влиятелния политик Руй Барбоза, приемат амнистия за всички участници във въстанието и забраняват телесните наказания във флота.
След завършването на въстанието власти обезоръжават корабите, сваляйки от оръдията техните затвори. Въстанието и предизвиканата от него слабост на флота, неспособен да действа поради опасения от нови безпорядки, побуждат много влиятелни бразилци, сред които са президентът, известните политици като Барбоза и барон де Рио Бранко и редактори на вестници, да повдигнат въпроса за полезността на новите кораби и за целесъобразността от тяхната продажба на друга държава. Британският посланик Хагард е доста удивен от толкова решителната промяна във вижданията на барон Рио Бланко: „Какво чудесное превращение в човека, който осъществява тяхната покупка и я счита за върха на своята политика“.
Президентът и кабинетът решават, че продажбата на построените кораби негативно ще се отрази на вътрешната политика на държавата, макар, както признават всички, е желателно да се заменят скъпите големи кораби с множество неголеми, способни да действат на многобройните бразилски реки. Корабите остават в състава на бразилската флота, обаче въстанието показва неговата истинска боеготовност. Така например, агентът на „Армстронг“ съобщава, че корабите се намират в лошо състояние, ръжда е покрила кулите и парните котли. Ремонтът, по негови сметки, би струвал на хазната 700 000 фунта. Британският посланни съобщава, че „тези кораби са абсолютно безполезни за Бразилия“. Независимо от отказа на правителството да продаде корабите от типа „Минас Жерайс“, тази верига от събития, а също така и смъртта на барон Рио Бланко през 1912 г. стават едни от главните фактори за продажбата на „Рио де Жанейро“. Решението е прието, вероятно, през януари или не по-късно от септември 1913 г.

### „Риачуело“
След продажбата на „Рио де Жанейро“ на турците бразилското правителство моли фирмите „Армстронг“ и „Викерс“ да подготвят проекти за нов кораб. За разглеждане са представени 14 проекта: шест на фирмата „Викерс“ (декември 1913 г. – март 1914 г.) и осем на фирмата „Армстронг“ (февруари 1914 г.). Проектите на „Викерс“ предвиждат от осем до десет 15-дюймови оръдия, скорост на хода от 20 – 22 възела, водоизместимост от 26 500 тона до 30 000 тона. По-евтините варианти предвиждат смесено подгряване на котлите, по-скъпите – напълно нефтено. Фирмата „Армстронг“ взема два базови проекта – с осем или десет 15-дюймови оръдия – и на тяхна основа предлага няколко варианта, различаващи се по скорост и въоръжение. Бразилското правителство избира първият от вариантите на „Армстронг“ с осем оръдия, обозначен като Design 781, по характеристиките си подобен на строящите се за Великобритания линейни кораби от типовете „Куин Елизабет“ и „Ривендж“.
На 12 май 1914 г. с фирмата „Армстронг“ е подписан контракт за построяването на линкора в корабостроителницата в Елсуик. Корабът получава името „Риачуело“ (на португалски: Riachuelo). Строителят успява да изпълни част от подготовителните работи, обаче скорошното начало на световната война попречва за залагането на кила и корабът така и не е построен.

### Опити за продажба на линкорите
Известието за продажбата на бразилския линкор кара правителството на Аржентина да чуе общественото мнение, желаещо да се продадат аржентинските кораби и да започне търсенето на купувач. Парите, получени от продажбата, трябва да бъдат насочени към вътрешните нужди на страната. В средата на 1914 г. в Аржентинския национален конгрес са вкарани три варианта за закон за продажбата на корабите, обаче всичките са отклонени. Великобритания и Германия са обезпокоени от възможността за усилване на флотите на своите противници, тъй като интерес за покупката на корабите проявяват Русия, Австро-Унгария, Османската империя и Гърция; последната желае да купи линкори в противовес на „Рио де Жанейро“, закупен от турците. В края на април 1913 г. американският New York Tribune съобщава, че Аржентина е отклонила предложение за продажба на „Морено“ за 17,5 милиона долара, даже независимо от това, че тази сделка ще донесе на аржентинците печалба, при разходи за построяване на кораба от 12 милиона. САЩ са обезпокоени от несъблюдаването на техния неутралитет и от възможността за изтичане на технологии към други страни и за това започват да оказват на правителството на Аржентина дипломатически натиск, желаейки да попречат на продажбата на корабите. В началото на ноември 1913 г. New-York Tribune съобщава на своите читатели за това, че Гърция е успяла да се договори с Чили за покупката на единия от линкорите му в противовес на турския „Султан Осман I“, през май и юни тази информация е подтвърдена от ежемесечното военноморско списание Proceedings; обаче независимо от достигнатите съглашения сделката между Чили и Гърция не се състои.
Във всички южноамерикански страни, въвлечени в дредноутната гонка, растят настроенията да се продадат скъпите кораби, а получените пари да се насочат за вътрешни нужди. Стойността на корабите справедливо се оценява като необичайно висока. Така например скоро след поръчката на корабите от типа „Минас Жерайс“ един от бразилските вестници пресмята, че за заплатените на строителите пари може да се построят 3125 мили железни пътища или 30 300 селски къщи. Историкът на флота Робърт Шейн пресмята, че линкорите струват на Бразилия 6 110 000 фунта, без да се считат 605 520 фунта за боеприпаси и още 832 хил., вложени в модернизацията на докове. За първите шест години служба за обслужването на корабите е похарчена сума, равна на 60% от първоначалната стойност на тяхното построяване. Двата аржентински линкора струват на страната 20% от нейния годишен бюджет, без да се броят разходите за обслужване. Историкът Робърт Маси закръглява разходите на всяка една от страните до четвърт от годишния БВП.
Националистическите настроения, подклали гонката във въоръженията, в условията на влошаващите се икономики се сменят с неприемането от обществата на трите страни на толкова големи харчове. Хората смятат, че парите трябва да се харчат за по-важни неща. Посланикът на САЩ в Чили, Хенри Флетчър, така коментира ситуацията: „От началото на гонката във въоръженията през 1910 г. финансовите условия, и тогава не много блестящи, стават още по-лоши; когато идва времето да се плаща, жителите на трите страни разбират, че парите са им по-нужни от линкори“.

## Морски програми на южноамериканските страни след Първата световна война
Прекъснатата от Първата световна война южноамериканска гонка в морските въоръжения повече не е възобновявана, обаче след края на войната правителствата на Аржентина, Бразилия и Чили планират увеличение и модернизация на своите флоти.

### Бразилия
Бразилия в периода от 1918 до 1925 г. модернизира „Минас Жерайс“ и „Сао Пауло“, а също и двата крайцера, построени според програмата от 1904 г., – „Баия“ и „Риу Гранди ду Сул“. Модернизацията им е необходима, тъй като състоянието на корабите е неудовлетворително. Техническото състояние на дредноутите що-годе съответства на изискванията, обаче артилерията на корабите изисква по-съвременна система за управление на огъня. Състоянието на крайцерите се оценява от флота като „лошо“: те с труд развиват 18 възела (33 км/ч). През 20-те и 30-те години съществуват и други планове за увеличаване на бразилския флот, обаче всички те са орязани. През 1924 г. възниква доста умерен план за построяването на няколко съвременни кораба (тежък крайцер и пет подводници). През същата година американската военноморска мисия, изпратена в Бразилия по молба на правителството, предлага план за увеличаването на флота със 151 000 тона. От тях 70 000 тона са отделени за линкори, 60 000 – за крайцери, 15 000 – за разрушители. Държавният департамент на САЩ, оглавяван по това време от Чарлс Иванс Хюс, се изказва против този план, тъй като се явява един от инициаторите на Вашингтонското морско съглашение и не желае възобновяване на гонката във въоръженията. Според новия план бразилците построяват в Италия подводната лодка „Умаита“ (на португалски: Humaytá).
В периода 1931 – 1938 година „Минас Жерайс“ преминава втората си модернизация във военноморската корабостроителница на Рио де Жанейро. Състоянието на „Сао Пауло“ е толкова плачевно, че неговата модернизация е отчетена за икономически неефективна. През тези години правителството на Бразилия разглежда възможността да закупи от ВМС на САЩ няколко крайцера, обаче сделката е провалена от ограниченията на Вашингтонския и Лондонския договори, които забраняват продажбата на вече построени кораби на други страни. Освен крайцерите бразилците искат да закупят от САЩ няколко разрушителя, обаче в крайна сметка поръчката за построяването на шест кораба е дадена във Великобритания. В периода между двете световни войни се появява планът да се наемат от САЩ шест разрушителя, обаче той е отклонен поради силното противодействие от американски и международни организации. Бразилия залага в своите корабостроителници три разрушителя от типа „Марсилио Диас“, създадени по образец на американския тип „Махеан“, и шест минни заградителя. Всички кораби са спуснати на вода в периода 1939 – 1941 г., обаче тяхното построяване изисква и чуждестранна техническа помощ, която е прекъсната от Втората световна война. Всичките девет кораба са достроени през 1944 г.

### Аржентина
Аржентина, която има за цел връщане на военноморското си превъзходство в региона, изпраща „Ривадавия“ и „Морено“ за модернизация в САЩ през 1924 и 1926 година съответно. Освен това, е приета и реализирана голяма морска програма. Построени са:
- два тежки крайцера от типа „Алмиранте Браун“ (построени в Италия);
- лекият крайцер „Ла Архентина“ (построен във Великобритания);
- дванадесет разрушителя (от типа „Чурука“, построени в Испания, и типовете „Мендоса“ и „Буенос Айрес“ построени във Великобритания);
- три подводници от типа „Санта Фе“ (построени в Италия).

### Чили
През 1919 г. правителството на Чили започва да търси кораби за усилване на националния си флот, и Великобритания с охота предлага кораби, които са ненужни за нея след края на Първата световна война. Съседите на чилийците са разтревожени: опита на Чили да създаде най-силния в региона флот може да дестабилизира обстановката и да доведе до нова гонка във въоръженията. Чили си иска „Канада“ и самолетоносача „Игъл“, които се строят преди войната по чилийска поръчка, обаче стойността за преправянето на „Игъл“ обратно в линкор се оказва прекомерна. В качеството на замяна се разглеждат двата оцеляли линейни крайцера от типа „Инвинсибъл“, обаче изтичането на секретна информация за възможната им покупка предизвиква скандал в Чили, относно съмнителната ценност на тези кораби. В крайна сметка през април 1920 г. са купени линкорът „Канада“ и четири разрушителя. Всичките пет са поръчани от Чили във Великобритании още преди 1914 г. и с началото на войната са изкупени от Великобритания за нейния флот. Корабите излизат на чилийците сравнително евтино: така например, за „Канада“ са платени милион фунта стерлинги, което е под половината цена, навремето поискана за построяването на линкора. В течение на следващите седем години Чили продължава да закупува кораби във Великобритания. В тяхното число са шестте разрушителя от типа „Серано“ и трите подводни лодки от типа „О'Брайън“. В периода 1929 – 1931 година „Алмиранте Латоре“ преминава модернизация в британската кралската корабостроителница в Девънпорт. През 1930-те години линкорът фактически не се използва, вината за което има икономическата депресия и крупен метеж в чилийския флот. В края на 1930-те години правителството на Чили крои план за построяването на крайцер с водоизместимост 8700 тона в английска, италианска, немска или шведска корабостроителница, но до поръчка не се стига. На друг план, предполагащат закупката на два неголеми крайцера, е объркан от Втората световна война. Скоро след атаката над Пърл Харбър САЩ предлага на Чили да купи „Алмиранте Латоре“, два разрушителя и база за подводници, обаче предложението е отклонено.

### Втора световна война и следвоенни години
С началото на Втората световна война трите водущи държави на Южна Америка се лишават от възможността за закупуват кораби в Европа и САЩ, тъй като основните морски държави са въвлечени във войната, но след нейния край много американски и британски кораби се оказват ненужни. Преминалата война става залез на епохата на линкорите, и южноамериканските държави проявяват интерес към покупката на крайцери, разрушители и подводници, обаче по политически причини не успяват да придобият нищо по-голямо от корветите от типа „Флаур“ и фрегатите тип „Ривър“. По-големи кораби започват да се появяват след като планетата се гмурка в атмосферата на „Червената заплаха“. Така например, през януари 1951 г. в рамките на „Договора за взаимно подсигуряване на безопасността“ на Аржентина, Бразилия и Чили са продадени шест американски леки крайцера.
Попълването на флотовете с относително съвременни кораби води до това, че всички южноамерикански дредноути скоро са дадени за скрап. Първи са отписани бразилските кораби. „Сао Пауло“ е продаден за скрап през 1951 г., обаче потъва по време на щорм северно от Азорските острови при буксировката му към мястото за утилизация. „Минас Жерайс“ е продаден за скрап две години по-късно, и през 1954 г. е разкомплектован в Генуа. Аржентинския „Ривадавия“ е раглобен в Италия през 1959 г., а „Морено“ – в Япония през 1957 г. Чилийският „Алмиранте Латоре“, който престоява от 1951 г., през 1959 г. също е разкомплектован в Япония.

## Историография
Историографията, посветена на южноамериканската дредноутна гонка, е относително малка както по количеството книги, така и по разкриването на темата. Всичко казано по-горе е справедливо и за англоезичната, и за рускоезичната историографии. Историческите трудове, посветени на Латинска Америка, рядко засягат тази тема, като в същото време авторите на книги по военноморска история от началото на XX век често изобщо не споменават въпроса, предпочитайки да пишат за индустриално развитите страни, особено за англо-германското морско съперничество. В тези немного англоезични и рускоезични работи, които засягат въпроса, авторите по-често поставят акцента върху самите кораби, отколкото на по-страничните теми: влиянието на дредноутите върху обстановката в региона и събитията от Въстанието на камшиците. Тези малко автори, които разглеждат въпроса в дълбочина, предполагат, че гонката не оказва някакво значително влияние върху обстановката в света поради големия брой построени в другите страни дредноути, вместо това южноамериканските кораби дестабилизират ситуацията в собствения регион.
Стюард Ливърмор от Брауновския университ пише за гонката 30 години след нейния край, разглеждайки от американската гледна точка аржентинската поръчка, ролята на правителството на САЩ за нейното получаване, опитите да се получи поръчка от Чили. Ливърмор се отнася към гонката леко критично поради оказаното от нея дестабилизиращо влияние на региона:
Международните оръжейни фирми внасят доста съмнителен принос в делото по достигане на по-тясно сътрудничество и взаиморазбирателство между полушарията. Продажбата на военни материали на неголемите, но горди народи е чревата с прекалено много неприятни и непредсказуеми последствия. „Дипломацията на броненосците“ е новост в американската държавна политика, обаче, независимо от някои успехи, в крайна сметка се оказва голямо разочарование.
Британският историк Ричард Хау (на английски: Richard Hough) в публикуваната през 1966 г. книга отбелязва високата стойност на дредноутите и недоумява, как на южноамериканските политици им идва на ум да купуват тези кораби, да не говорим за издържането им след това дълги години. Хау задава въпроса за истинските цели при покупката на бразилските кораби, тъй като счита, че по това време отношенията на Бразилия с Аржентина и Чили са достатъчно добри. Според мнението на историка, единствените победители в надпреварата стават оръжейните компании, участващи в построяването на корабите.
Латиноамериканският историк Робърт Шейна (на английски: Robert Scheina) посвещава на дредноутната надпревара глава в своята книга Latin America: A Naval History, 1810 – 1987, публикувана през 1987 г. Тази работа става един от първите опити за всеобхватното разглеждане на латиноамериканската военноморска история, обаче в същото време е подложена на критика за опитита да се обхване всичко. Описанието на дредноутната гонка съседства с обширни изложения за не толкова далечни събития, заемайки само седем страници срещу петдесет и пет. Шейна завършва главата с неголямо заключение, в което споменава „уроците“, получени от трите страни. Подобно на Хау, Шейна отбелязва прекомерно високата стойност на корабите. Освен това Шейна пише, че бойната ценност на южноамериканските дредноути пада според въвеждането на нови и по-съвършени кораби от морските държави. Накрая историкът споменава за положителния международен ефект, прерастнал във формата на военни съюзи, обаче този ефект също намалява според скоростта на въвеждане в строй на по-съвременни линейни кораби.
Джонатан Грант (на английски: Jonathan A. Grant) изучава обстоятелствата около много сделки с оръжие, сключени през XIX и началото на XX век. Половината глави в неговата книга е посветена на южноамериканската дредноутна гонка, A другата половина – на гръко-отоманската. Според мнението на автора, двете дредноутни надпревари показват, че демократизацията в обществото не е задължително да води към мирно съществуване: южноамериканската гонка е развързана с пас на избираеми органи на властта. Последното обстоятелство показва, че единоличните лидери на държавата не са единствените, които се стрямят към регионално доминиране. Грант счита южноамериканската гонка за едно от следствията на националистичните и имперски амбиции, тикащи държавите да добиват престиж, равно както и като следствие от агресивната търговска политика на оръжейните компании.
Бразилският историк Жоао Роберто Мартинс Фильо (на португалски: João Roberto Martins Filho) използва британски и бразилски архиви в работата си над книгата A marinha brasileira na era dos encouraçados, 1895 – 1910 („Бразилският флот в епохата на дредноутите“). Авторът показва, че бразилският флот не е готов за използването на съвременни кораби. Бразилците влагат немалки усилия за закупката на корабите, обаче не се грижат за съответната подготовка на екипажите (една трета от всички моряци във флота) и за качественото обслужване на техниката, резултат на което става невъзможността пълноценно да се използват дредноутите скоро след влизането им в строй. Освен това, условията за служба на новите кораби не се съчетават с широко разпространените по това време във флота телесни наказания, което води до Въстанието на камшиците.

## Южноамериканските дредноути
| Дредноут            | Държава | Водоизместимост | Главен калибър | Корабостроителница  | Заложен              | Спуснат              | Достроен         | Съдба |
| ------------------- | ------- | --------------- | -------------- | ------------------- | -------------------- | -------------------- | ---------------- | --- |
| „Минас Жерайс“      |         | 19 281 т        | 12 × 12-дм/45  | Armstrong Whitworth | 17 април 1907 г.     | 10 септември 1908 г. | януари 1910 г.   | Предаден за скрап през 1954 г.                                                                                    |
| „Сао Пауло“         |         | 19 105 т        | 12 × 12-дм/45  | Vickers             | 30 април 1907 г.     | 19 април 1909 г.     | юли 1910 г.      | Потъва през ноември 1951 г. при буксиране към мястото за утилизиране                                              |
| „Рио де Жанейро“    |         | 27 850 т        | 14 × 12-дм/45  | Armstrong           | 14 септември 1911 г. | 22 януари 1913 г.    | август 1914 г.   | Купен от Османска империя през 1913 г.; реквизиран от Великобритания през 1914 г.; предаден за скрап през 1924 г. |
| „Риачуело“          |         | 30 500 т        | 8 × 15-дм/45   | Armstrong           | —                    | —                    | —                | Поръчката е отменена след началото на Първата световна война                                                      |
| „Ривадавия“         |         | 27 900 т        | 12 × 12-дм/50  | Fore River          | 25 май 1910 г.       | 26 август 1911 г.    | декември 1914 г. | Предаден за скрап през 1959 г.                                                                                    |
| „Морено“            |         | 27 900 т        | 12 × 12-дм/50  | Fore River          | 9 юли 1910 г.        | 23 септември 1911 г. | февруари 1915 г. | Предаден за скрап през 1957 г.                                                                                    |
| „Алмиранте Латоре“  |         | 28 600 т        | 10 × 14-дм/45  | Armstrong           | 27 ноември 1911 г.   | 27 ноември 1913 г.   | октомври 1915 г. | Купен от Великобритания през 1914 г.; купен от Чили през 1920 г.; Предаден за скрап през 1959 г.                  |
| „Алмиранте Кохрейн“ |         | —               | —              | Armstrong           | 20 февруари 1913 г.  | 8 юни 1918 г.        | февруари 1924 г. | Закупен от Великобритания през 1914 г.; достроен като самолетоносач; потопен на 11 август 1942 г.                 |

| Сравнителни тактико-технически характеристики |                          |                               |                           |                           |
|                                               | „Минас Жерайс“           | „Ривадавия“                   | „Рио де Жанейро“          | „Алмиранте Латоре“        |
| Пълна водоизместимост, т                      | 21 200                   | 30 600                        | 27 500                    | 32 120                    |
| Артилерия на главния калибър                  | 12 × 305-мм/45           | 12 × 305-мм/50                | 14 × 305-мм/45            | 10 × 356-мм/45            |
| Противоминен калибър                          | 22 × 120-мм/50           | 12 × 152-мм/50 16 × 102-мм/50 | 20 × 152-мм/50            | 16 × 152-мм/50            |
| Бордово брониране, главен пояс, мм            | 229                      | 254 – 305                     | 100 – 250                 | 100 – 230                 |
| Брониране на палубите, мм                     | 25 – 65                  | 51                            | 40 – 75                   | 25 – 100                  |
| Брониране на кулите на ГК, мм                 | 229 – 305                | 305                           | до 250                    | до 250                    |
| Енергетична установка                         | паромашинна, 23 500 к.с. | паротурбинна, 40 000 к.с.     | паротурбинна, 45 000 к.с. | паротурбинна, 37 000 к.с. |
| Максимална скорост, възела                    | 21                       | 22,5                          | 22                        | 22,75                     |

- Бразилските дредноути от типа „Минас Жерайс“
- Аржентинските дредноути от типа „Ривадавия“
- Чилийският дредноут „Алмиранте Латоре“

## Коментари
1. ↑  В частност, Британия импортира аржентинско зърно и чилийска селитра.
2. ↑  В Аржентина няма кранове, способни да вдигнат кулите с артилерията на главния калибър, вследствие на което той остава на крайцерите, а всички останали оръдия са свалени.
3. ↑  Чилийският военен тонаж съставлява 37 488 тона, аржентинския – 34 977 тона, а бразилския – 28 105 тона (Livermore, Battleship Diplomacy, p. 32).
4. ↑  Съществуват и други версии за появата на тези пари у Турция. Съгласно Трубицин, Турция заема парите от Германия. Съгласно Оскар Паркс, „парите са събрани от дарения на възторженото турско общество“.
5. ↑  Плачевното състояние на бразилските линкори се проявява през 1917 г. Бразилия, която воюва на страната на Антантата, предлага на Великобритания да включи двата дредноута в състава на Гранд Флийт, обаче британците се отказват поради това, че корабите се намират в лошо техническо състояние, а приборите за управление на огъня са безнадеждно остарели. През юни 1918 г. „Сао Пауло“ се насочва за ремонт в САЩ, обаче по пътя се чупят 14 от 18 котела

### Книги

#### На руски език
- Козлов Б.В. Линейные корабли „Эджинкорт“, „Канада“ и „Эрин“. 1910 – 1922 гг.   СПб., Р. Р Муниров, 2008, 80 с. ISBN 978-5-98830-030-4.
- Трубицын, С. Б. Линкоры второстепенных морских держав.   СПб., 1998, 64 с. ISBN 5-00-001688-2.

#### На английски език
- Breyer, S. Battleships and Battle Cruisers, 1905 – 1970.   Garden City, NY, Doubleday, 1973.
- Brown, D. Profile Warship.   Windsor, UK, Profile Publishing, 1973. ISBN 1754 – 4459. с. 249 – 272.
- Budzbon, P. Conway's All the World's Fighting Ships: 1906 – 1921.   Annapolis, MD, Naval Institute Press, 1984. ISBN 0-87021-907-3. с. 291 – 325.
- Burt, R. A. British Battleships of World War One.   Annapolis, MD, Naval Institute Press, 1986. ISBN 0-87021-863-8.
- Campbell, N. J. M. Conway's All the World's Fighting Ships: 1906 – 1921.   Annapolis, MD, Naval Institute Press, 1984. ISBN 0-87021-907-3. с. 134 – 189.
- Encyclopædia Britannica. 11.   Cambridge, Cambridge University Press, 1910 – 1911.
- English, A. J. Armed Forces of Latin America.   London, Jane's Publishing Inc., 1984. ISBN 0-7106-0321-5.
- Gardiner, R. and Randal G., eds. Conway's All the World's Fighting Ships: 1906 – 1921.   Annapolis, MD, Naval Institute Press, 1984. ISBN 0-87021-907-3.
- Grant, J. A. Rulers, Guns, and Money: The Global Arms Trade in the Age of Imperialism.   Cambridge, MA, Harvard University Press, 2007. ISBN 0-674-02442-7.
- Hough, R. Dreadnought: A History of the Modern Battleship.   New York, Macmillan Publishing, 1975.
- Hough, R. The Big Battleship.   London, Michael Joseph, 1966.
- Love, J. L. The Revolt of the Whip.   Stanford, CA, Stanford University Press, 2012. ISBN 0-8047-8109-5.
- Mach, A. V. Conway's All the World's Fighting Ships: 1906 – 1921.   Annapolis, MD, Naval Institute Press, 1984. ISBN 0-87021-907-3. с. 382 – 387.
- Martin, P. A. Latin America and the War.   Gloucester, MA, Peter Smith, 1967.
- Martins Filho, J. R. A marinha brasileira na era dos encouraçados, 1895 – 1910.   Rio de Janeiro, Fundãçao Getúlio Vargas, 2010. ISBN 8-5225-0803-8.
- Massie, R. K. Castles of Steel: Britain, Germany, and the Winning of the Great War at Sea.   New York, Random House, 2003. ISBN 0-679-45671-6.
- Morgan, Z. R. In Naval Mutinies of the Twentieth Century: An International Perspective.   Portland, Oregon, Frank Cass Publishers, 2003. ISBN 0-7146-8468-6. с. 32 – 53.
- Parkes, O. British Battleships.   Annapolis, MD, Naval Institute Press, 1990. ISBN 1-55750-075-4.
- Preston, A. Conway's All the World's Fighting Ships: 1906 – 1921.   Annapolis, MD, Naval Institute Press, 1984. ISBN 0-87021-907-3. с. 1 – 104.
- Scheina, R. L. Conway's All the World's Fighting Ships: 1906 – 1921.   Annapolis, MD, Naval Institute Press, 1984. ISBN 0-87021-907-3. с. 400 – 403.
- Scheina, R. L. Conway's All the World's Fighting Ships: 1906 – 1921.   Annapolis, MD, Naval Institute Press, 1984. ISBN 0-87021-907-3. с. 403 – 407.
- Scheina, R. L. Conway's All the World's Fighting Ships: 1906 – 1921.   Annapolis, MD, Naval Institute Press, 1984. ISBN 0-87021-907-3. с. 409 – 410.
- Scheina, R. L. Latin America: A Naval History, 1810 – 1987.   Annapolis, MD, Naval Institute Press, 1987. ISBN 0-87021-295-8.
- Scheina, R. L. Conway's All the World's Fighting Ships: 1906 – 1921.   Annapolis, MD, Naval Institute Press, 1984. ISBN 0-87021-907-3. с. 414.
- Scheina, R. L. Conway's All the World's Fighting Ships: 1906 – 1921.   Annapolis, MD, Naval Institute Press, 1984. ISBN 0-87021-907-3. с. 424 – 425.
- Scheina, R. L. Conway's All the World's Fighting Ships: 1906 – 1921.   Annapolis, MD, Naval Institute Press, 1984. ISBN 0-87021-907-3. с. 425.
- Sondhaus, L. Naval Warfare, 1815 – 1914.   London, Routledge, 2001. ISBN 0-415-21477-7.
- Whitley, M. J. Battleships of World War Two: An International Encyclopedia.   Annapolis, MD, Naval Institute Press, 1998. ISBN 1-55750-184-X.

### Статии
- Brazil. Journal of the American Society of Naval Engineers.   1909. с. 833 – 836.
- British-Brazilian Warships. Navy (Washington).   1908. с. 11 – 12.
- de Almeida, F. E. A. Resenha: A marinha brasileira na era dos encouraçados, 1895 – 1910. Revista da Escola de Guerra Naval.   2010.
- Garrett, J. L. The Beagle Channel Dispute: Confrontation and Negotiation in the Southern Cone. Journal of Interamerican Studies and World Affairs 27.   1985.
- Gill, C. C. Professional Notes. Proceedings.   1914. с. 186 – 272.
- Gill, C. C. Professional Notes. Proceedings.   1914. с. 835 – 947.
- Haag, C. O Almirante Negro e seu Encouraçado Prateado. Pesquisa FAPESP.   2009. с. 84 – 89.
- Heinsfeld, A. Falsificando telegramas: Estanislau Severo Zeballos e as relações Brasil-Argentina no início século XX. Vestígios do passado: a história e suas fontes.
- Hislam, P. A. A Century of Dreadnoughts. Scientific American.   с. 146 – 147.
- Kaldis, W. P. Background for Conflict: Greece, Turkey, and the Aegean Islands, 1912 – 1914. Journal of Modern History.   1979.
- Lambuth, D. The Naval Comedy and Peace Policies in Brazil. Independent.   1910.
- Livermore, S. W. Battleship Diplomacy in South America: 1905 – 1925. Journal of Modern History 16.   1944. с. 31 – 48.
- Livermore, S. W. The American Navy as a Factor in World Politics, 1903 – 1913. American Historical Review.   1958.
- Martins Filho, J. R. Colossos do mares. Revista de História da Biblioteca Nacional.   2007. с. 74 – 77.
- Mead, E. D. Reaction in South America. Advocate of Peace.   1908. с. 238 – 241.
- Montenegro, Guillermo J. An Argentinian Naval Buildup in the Disarmament Era: The Naval Procurement Act of 1926. Universidad del Centro de Estudios Macroeconómicos de Argentina.
- Mystery of the Brazilian 'Dreadnoughts. Literary Digest.   1908. с. 102 – 103.
- Robinson, W. L. The Brazilian Navy in the World War. Proceedings.   1936. с. 1712 – 1720.
- Sater, W. F. Review of Latin America: A Naval History, 1810 – 1987. Hispanic American Historical Review.   1988.
- Sater, W. F. The Abortive Kronstadt: The Chilean Naval Mutiny of 1931. Hispanic American Historical Review.   1980. с. 239 – 268.
- Somervell, P. Naval Affairs in Chilean Politics, 1910 – 1932. Journal of Latin American Studies.   1984. с. 381 – 402.
- Sturton, I. Re: The Riachuelo. Warship International.   1970. с. 205.
- The Brazilian Battleship Minas Geraes. Journal of the United States Artillery.   1910. с. 179 – 188.
- The Brazilian Battleship Minas Geraes. Scientific American.   1910. с. 240 – 241.
- The Brazilian Dreadnoughts. International Marine Engineering.   1908. с. 362 – 363.
- The Brazilian 'Dreadnoughts. Navy (Washington).   1908. с. 13 – 14.
- The Chilean Dreadnought Almirate Latorre. Journal of the American Society of Naval Engineers.   1914. с. 317 – 318.
- The Mystery of the Great Brazilian Dreadnoughts. World's Work.   1909.
- Topliss, D. The Brazilian Dreadnoughts, 1904 – 1914. Warship International 25.   1988. с. 240 – 289.
- The Reported Purchase of Battleships. Navy (Washington).   1908.
- Vanterpool, A. The Riachuelo. Warship International.   1969. с. 140 – 141.
- Waddell, D. A. G. Review of Latin America: A Naval History, 1810 – 1987. Journal of Latin American Studies.   1988.